# Harold E. Varmus
Harold Varmus Elliot (sinh 18 tháng 12 năm 1939) là một nhà khoa học Mỹ đoạt Giải Nobel, đương kim và là giám đốc thứ 14 của Viện Ung thư Quốc gia Hoa Kỳ, một chức vụ được bổ nhiệm bởi Tổng thống Hoa Kỳ Barack Obama. Ông là một đồng người nhận (cùng với Đức Giám mục Michael J.) Giải Nobel Y học năm 1989 cho khám phá ra nguồn gốc tế bào của oncogene retrovirus.

## Tiểu sử
Varmus sinh ra trong gia đình Do Thái gốc Đông Âu Oceanside, New York. Năm 1957, ông theo học tại trường Cao đẳng Amherst, có ý định theo bước chân của cha mình như theo nghề bác sĩ, nhưng cuối cùng tốt nghiệp với bằng cử nhân văn học Anh. Ông đã tốt nghiệp đại học tiếng Anh tại Đại học Harvard vào năm 1962 trước khi thay đổi ý một lần nữa và nộp đơn xin vào học trường y. Ông đã bị Trường Y Harvard từ chối hai lần. Cùng năm đó, ông vào Học viện Y tế và Giải phẫu Đại học Columbia và sau đó làm việc tại một bệnh viện truyền giáo trong Bareilly, Ấn Độ và Bệnh viện Columbia-Presbyterian. Là một giải pháp thay thế để phục vụ quân sự trong chiến tranh Việt Nam, Varmus gia nhập Cục y tế công cộng tại Viện Y tế quốc gia vào năm 1968. Làm việc dưới quyền Ira Pastan, ông nghiên cứu các quy luật của biểu hiện gen vi khuẩn AMP vòng. Năm 1970, ông bắt đầu nghiên cứu sau tiến sĩ trong phòng thí nghiệm của Đức Giám mục tại Đại học California, San Francisco. Ở đó, ông và Đức Giám mục đã thực hiện nghiên cứu oncogene và nhờ nghiên cứu này họ được trao Giải Nobel. Ông trở thành một giảng viên tại đại học California tại San Francisco vào năm 1972 và một giáo sư vào năm 1979. Năm 1989, Đức Giám mục và Varmus đã được trao giải Nobel. Varmus mô tả công việc trong bài giảng Nobel của mình Nobel lecture.. 